# هرادتس ناد سویتاووو
هرادتس ناد سویتاووو (به چکی: Hradec nad Svitavou) یک منطقهٔ مسکونی در جمهوری چک است که در ناحیه سویتاوی واقع شده‌است. هرادتس ناد سویتاووو ۲۴٫۶۹ کیلومتر مربع مساحت و ۱٬۶۷۰ نفر جمعیت دارد و ۴۲۰ متر بالاتر از سطح دریا واقع شده‌است.